# بیکنل (یوتا)
بیکنل (به انگلیسی: Bicknell) شهری در ایالت یوتا کشور ایالات متحده آمریکا است که جمعیت آن در سرشماری سال ۲۰۱۰ میلادی، ۳۲۷ نفر بوده‌است.